# 2514 Taiyuan
2514 Taiyuan este un asteroid din centura principală, descoperit pe 8 octombrie 1964 de Observatorul Zijinshan.